# Emilia Eberle
Emilia Eberle född den 4 mars 1964 i Arad, Rumänska folkrepubliken, är en rumänsk gymnast.
Hon tog OS-silver i lagmångkampen och OS-silver i barr i samband med de olympiska gymnastiktävlingarna 1980 i Moskva.